# モントリオール地下街

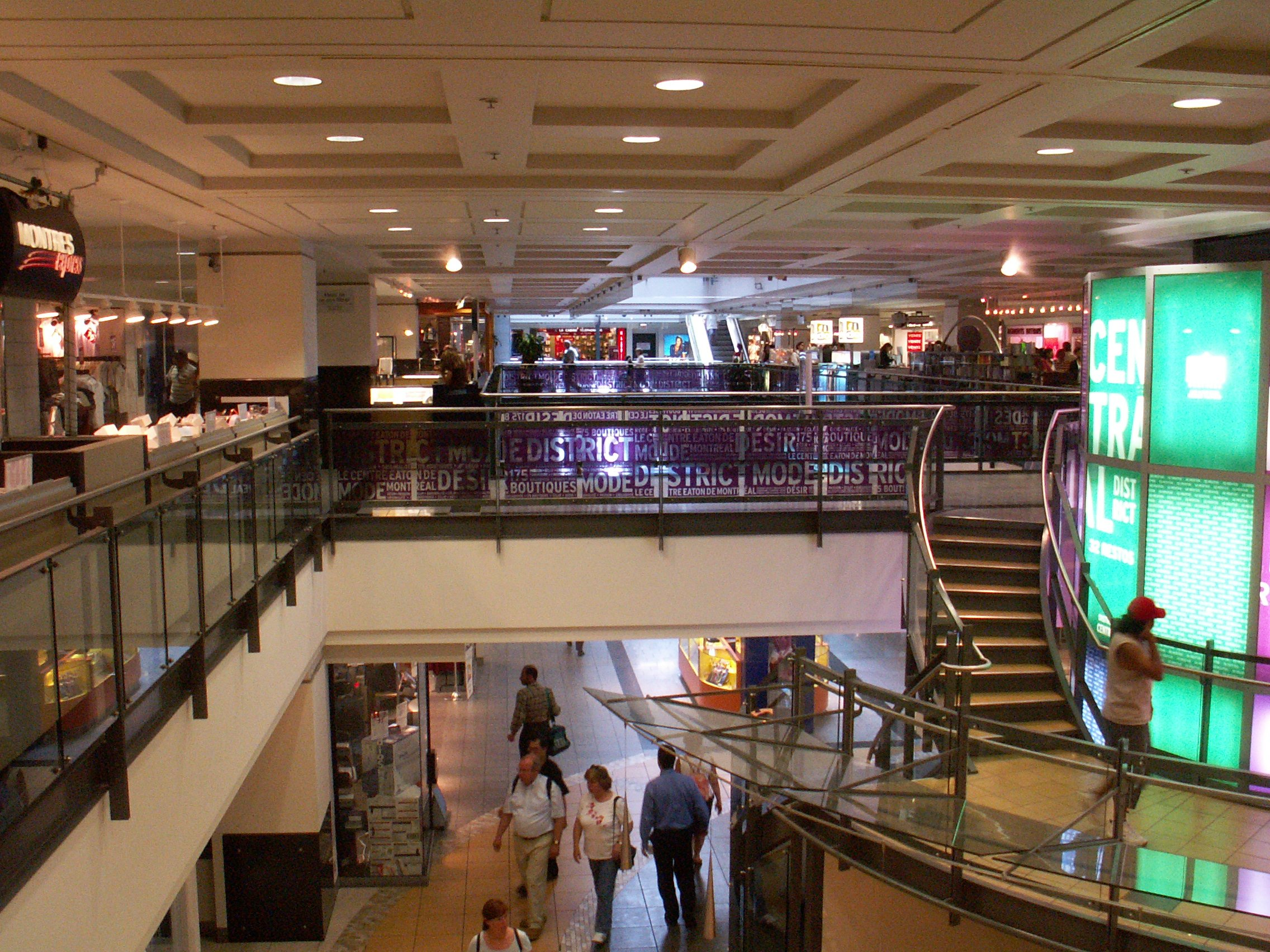
モントリオール地下鉄マギル駅とピール駅の間にあるイートン・センターの地下部分

モントリオール地下街（仏: La Ville Souterraine、通称：RÉSO）はカナダ・ケベック州モントリオールのダウンタウン地区周辺の地上及び地下に広がる複合商業施設群の総称。市内の多くの施設と接続しているため屋内都市（ville intérieure）として知られ、世界最大の地下街としても知られている。
この屋内都市は全てが地下に位置しているわけではない。地下街同士の接続部分は建築上地下道にあたるが、照明や空調設備によって建物内と同様の環境に保たれており、幅も通路の両側に店舗を置けるほど広くとられている。面積4km2以上に広がる総延長32kmの地下道はショッピングセンター、アパート、ホテル、マンション、銀行、会社、博物館、大学、モントリオール地下鉄7駅、通勤列車駅2駅、地域バスターミナル、ベル・センターアリーナといった非常に多くの施設に接続している。地下街からは120以上の昇降口が存在する。降雪の多い冬季には一日に約50万人が利用する。